# 에이노유하니 라우타바라
에이노유하니 라우타바라(Einojuhani Rautavaara, 1928년 10월 9일 ~ 2016년 7월 27일)는 핀란드의 작곡가이다. 장 시벨리우스 이후 가장 잘 알려진 핀란드의 작곡가 중 하나로 꼽힌다.